# Jácome de Sousa Ribeiro
Jácome Policarpo de Sousa Ribeiro (Angra do Heroísmo, 6 de março de 1862 — Angra do Heroísmo, 16 de março de 1923) funcionário administrativo, dedicou-se ao jornalismo e à música, destacando-se como compositor e regente de bandas.

## Biografia
Foi amanuense da Câmara Municipal da Calheta, na ilha de São Jorge, onde também exerceu o cargo de secretário. Seguiu uma carreira de funcionário público, fixando-se em Angra do Heroísmo. Paralelamente dedicou-se ao jornalismo e foi livreiro.
Distinto organista, compôs vários tipos do música, incluindo jaculatórias, antífonas, valsas, marchas e arranjos de diversas óperas. Foi também regente de orquestra e banda. Em Angra, foi regente da orquestra Lira Angrense e da banda Triunfo.
Foi o fundador da publicação literária angrense O Domingo, que mais tarde foi dirigido por Feliciano do Nascimento Pinto. Colaborou nas iniciativas culturais do médico Manuel António Lino, de que foi grande amigo.
Foi pai do historiador Ângelo Pinto Ribeiro, e do músico Lino Ribeiro, da banda da Guarda Nacional Republicana em Lisboa.

## Composições
- Te-Deum a 4 vozes e instrumental;
- Te-Deum a 3 vozes e instrumental.